# Фредериктон
Фредериктон (англ. Fredericton, фр. Frédéricton) — столица канадской провинции Нью-Брансуик. Город был назван в честь Фредерика — второго сына английского короля Георга III.
Население в 2021 году 63,1 тысячи человек, с пригородами — 108,6 тысячи.

## История
До прибытия белых колонистов район нынешнего Фредериктона населяли индейские племена микмаков и малеситов, занимавшиеся охотой и земледелием.
В XVII веке территория была колонизирована французами и стала называться Акадия. Практически со дня основания колония стала подвергаться нападениям англичан, стремившихся к уничтожению всех конкурентов в Северной Америке. Во время Войны короля Вильгельма у слияния рек Нашуак и Сент-Джон был выстроен Форт-Нашуак, служивший затем в качестве столицы Акадии и бывший целью множества британских рейдов. В 1700 году форт был разрушен сильнейшим наводнением и заброшен.
В 1732 году на этом месте акадийскими беженцами из Новой Шотландии (захвачена Британией в 1710) была основана деревня Сент-Анна. В 1759 деревня была сожжена английскими войсками в ходе осуществлявшегося Британией геноцида акадцев. Последовавшая в 1762 попытка англичан основать здесь поселение оказалась неудачной из-за действовавших в лесах партизанских отрядов выживших акадцев.
В 1783 году на месте бывшей акадской деревни обосновались лоялисты, бежавшие из США после поражения в войне. Лоялисты стремились создать новую провинцию и сделать её «раем для друзей короля» в Британской Северной Америке. В 1784 году Фредериктон становится столицей вновь образованной провинции Нью-Брансуик, а в 1785 году и центром графства Йорк.
По замыслу основателей Фредериктона предполагалось, что город будет не только резиденцией правительства, но и штаб-квартирой британской армии, центром образования и культуры, оплотом англиканской церкви. Новая столица, населённая в основном армейскими офицерами, чиновниками и преподавателями университета, отличалась более аристократическим вкусом, чем расположенный к югу Сент-Джон, который создавался как торговая и перевалочная база и изначально был пропитан духом коммерции.

## География и климат

### Географические сведения
Город находится в месте впадения реки Нашуаак в реку Сент-Джон, чуть ниже верхней границы прилива, в 135 км от залива Фанди. Высота над уровнем моря — около 20 м. Историческая часть Фредериктона расположена в плоской речной долине, в то время как новые жилые кварталы поднимаются вверх по склонам холмов.

### Климат
Климат в городе умеренно континентальный, смягчён влиянием Атлантического океана. Зима холодная и снежная, лето тёплое и дождливое.
| Показатель                                                       | Янв.  | Фев.  | Март | Апр. | Май  | Июнь | Июль | Авг. | Сен. | Окт. | Нояб. | Дек.  | Год  |
| ---------------------------------------------------------------- | ----- | ----- | ---- | ---- | ---- | ---- | ---- | ---- | ---- | ---- | ----- | ----- | ---- |
| Абсолютный максимум, °C                                          | 14,0  | 19,0  | 22,0 | 30,0 | 35,0 | 35,0 | 37,0 | 37,0 | 34,0 | 28,0 | 21,0  | 16,0  | 37,0 |
| Средний суточный максимум, °C                                    | −4    | −2,3  | 3,0  | 9,7  | 17,5 | 22,8 | 25,6 | 24,7 | 19,5 | 12,8 | 5,6   | −1,1  | 11,2 |
| Средняя температура, °C                                          | −9,8  | −8,2  | −2,4 | 4,3  | 11,1 | 16,2 | 19,3 | 18,4 | 13,1 | 7,0  | 1,1   | −6,3  | 5,3  |
| Средний суточный минимум, °C                                     | −15,5 | −14,1 | −7,8 | −1,1 | 4,7  | 9,6  | 13,0 | 12,1 | 6,7  | 1,2  | −3,5  | −11,4 | −0,5 |
| Абсолютный минимум, °C                                           | −36   | −37   | −29  | −15  | −7   | −1   | 2,0  | 1,0  | −4   | −9   | −20   | −34   | −37  |
| Норма осадков, мм                                                | 110   | 79    | 103  | 87   | 96   | 89   | 87   | 90   | 95   | 97   | 103   | 108   | 1143 |
| Источник: Canadian National Climate Data and Information Archive |       |       |      |      |      |      |      |      |      |      |       |       |      |

## Население
Фредериктон менее подвержен иммиграции, чем большинство столиц других канадских провинций, тем не менее, население его растёт. По данным  переписи 2021 года оно составляло 63 116 человек - на 7,5 % выше, чем в 2016 году. Плотность населения при площади 134 км² составляла 471 чел./км². В городской агломерации Фредериктона в это же время проживали 108 610 человек.
Подавляющее большинство населения относится к белой расе. Негритянское меньшинство проживает в основном в Barker’s Point, беднейшем и наиболее криминальном районе города. Имеется небольшое число иммигрантов из стран Азии и Ближнего востока, а также индейская община. Около 99 % горожан общаются дома на английском языке, при этом каждый четвёртый свободно владеет вторым официальным языком провинции — французским. Русская община насчитывает около 150 человек.
Средний возраст горожан — 38,7 года. Уровень преступности растёт в последние годы, но всё ещё ниже среднего по Канаде.

## Экономика

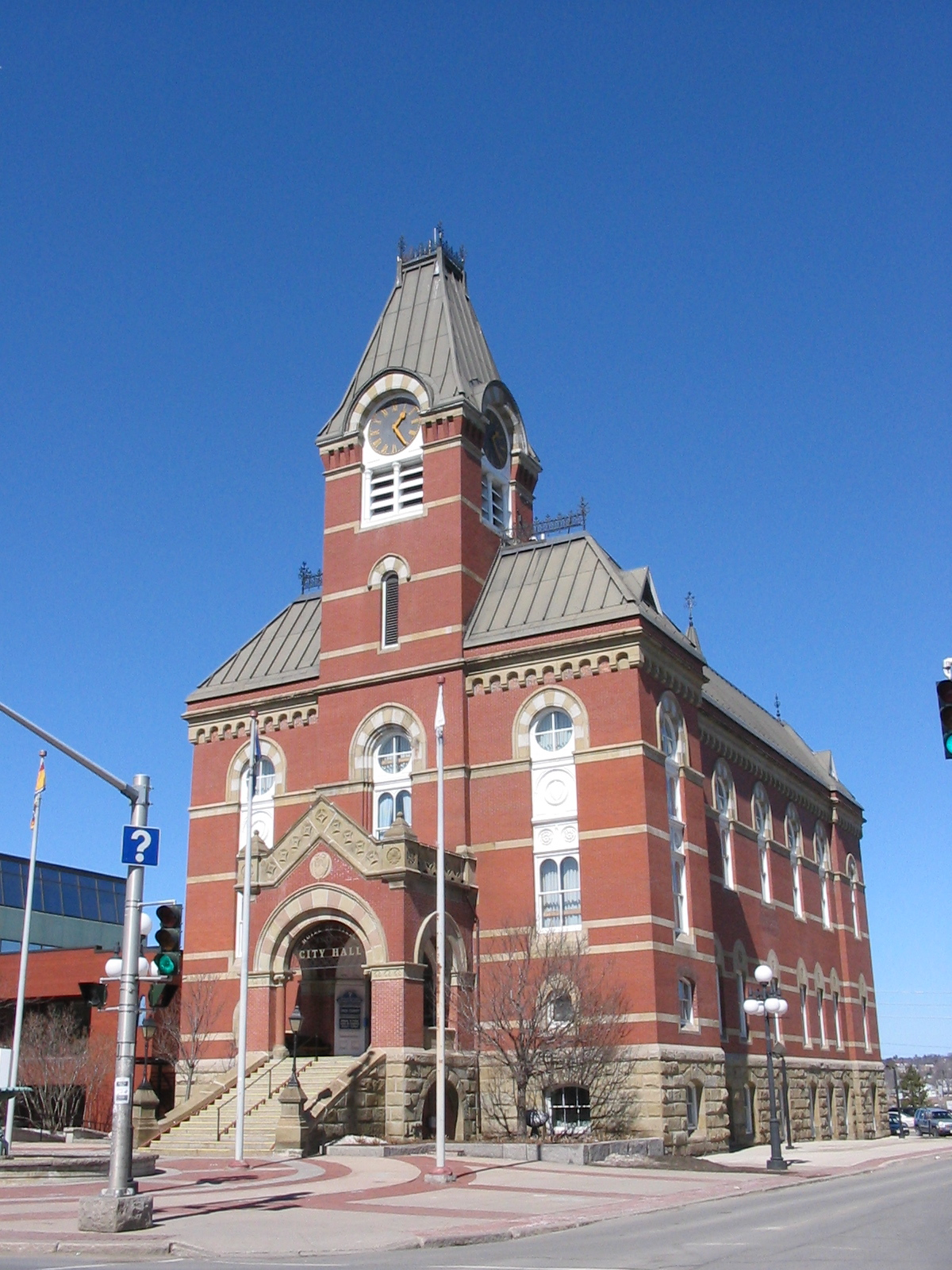
Мэрия (Ратуша Фредериктона) Фредериктона

С середины XIX века основой городской экономики были лесопереработка и текстильная промышленность, но в XX веке они пришли в упадок, и сейчас крупнейшими работодателями Фредериктона и окрестностей являются база Канадских вооруженных сил Гейджтаун и провинциальное правительство, за ними следуют больницы и университет Нью-Брансуика.
В настоящее время Фредериктон становится центром информационных технологий и телекоммуникаций, в частности за счет использования её двуязычной высококвалифицированной рабочей силы (20 % жителей города свободно владеют двумя языками). До начала мирового финансово-экономического кризиса в 2008 году бурными темпами рос рынок недвижимости.
В состав Большого Фредериктона помимо самого Фредериктона входят ещё 2 города (Оромокто и Накавик) и 11 деревень с общим населением около 125 тысяч человек. Фредериктон имеет один из самых высоких доходов на душу населения в Канаде.

## Образование и культура
Первый колледж города (Кингз-Колледж) получил королевскую хартию в 1828 году и быстро пошёл «в гору», первое каменное здание колледжа было построено в том же году, а уже в 1859 году он был преобразован в межконфессиональный Университет Нью-Брансуика. Католический Университет Святого Фомы, второй университет столицы провинции, был переведён во Фредериктон из Чатема в 1964 году. В городе также расположен колледж ремёсел и дизайна Нью-Брансуика.
В 1964 году построен концертный зал Плэйхаус, в котором находится основная сцена театра Нью-Брансуика, единственного профессионального англоязычного театра на территории провинции. Основанная в 1959 году лордом Бивербруком Галерея Бивербрук имеет в своей постоянной коллекции множество произведений художников атлантических провинций Канады, художников других провинций, а также известнейших британских мастеров — Томаса Гейнсборо, Джошуа Рейнольдса, Уильяма Тёрнера и Джона Констебла.
|                                        |                                   |                                                     |
| Законодательное собрание Нью-Брансуика | Кафедральный собор Иисуса Христа. | Здание Old Arts Building университета Нью-Брансуика |

К основным достопримечательностям города относятся здание законодательного собрания штата, кафедральный англиканский собор Иисуса Христа, построенный в 1845—1853 годах по проекту британских архитекторов Фрэнка Уилса и Уильяма Баттерфилда в стиле неоготики и здание Old Arts Building университета Нью-Брансуика, самое старое университетское здание Канады до сих пор используемое для проведения занятий.

## Достопримечательности
Примерно в 40 км от города находится Кингс-Лендинг — музей под открытым небом, где воссоздана жизнь канадцев XIX века.

## Транспорт
Международный аэропорт Фредериктона (IATA: YFC, ICAO: CYFC), расположенный в 13 километрах к юго-востоку от города, обслуживает около 380 тыс. пассажиров в год. Регулярные пассажирские рейсы выполняются в Торонто, Монреаль, Оттаву и Галифакс, сезонные — в Пунта-Кану и Варадеро.
Пассажирское железнодорожное сообщение (с Монреалем) было прекращено в 1981 году из-за больших потерь времени на прохождение паспортного и таможенного контроля (часть пути проходила по территории США).
Через Фредериктон проходит Трансканадское шоссе.
Общественный транспорт города находится под управлением организации Fredericton Transit и состоит из 12 автобусных маршрутов, 7 из которых ежедневные.